# Theopompos
För andra betydelser, se Theopompos (olika betydelser).
Theopompos från Chios (grekiska Θεόπομπος, latin Theopompus), född omkring 376 f.Kr., var en antik grekisk talare och historieskrivare från ön Chios.
Theopompos utvandrade av politiska skäl till Aten, där han undervisades av Isokrates. Ett lovtal över kung Mausollos av Karien gav honom pris vid en tävling föranstaltad av dennes änka, drottning Artemisia. Omkring 331 f.Kr. återvände han till Chios. Hans främsta historiska arbeten var dels Hellenika, en grekisk historia i tolv böcker för tiden 411–394, avsedd att utgöra en fortsättning av Thukydides verk, dels Filippika, en framställning i 58 böcker av de grekiska staternas historia för åren 360–366 f.Kr., eller Filip II av Makedoniens regeringstid, och med honom som huvudperson.
Av Dionysios från Halikarnassos berömmes Theopompos som en pragmatisk historieskrivare av förtjänst, varemot han från andra håll beskylldes för okritisk sammanblandning av historia och saga samt för en överdriven benägenhet att häckla. Hans arbeten har gett rikligt med material åt de senare historieskrivarna Diodoros och Pompejus Trogus. De tämligen omfångsrika fragment som finns kvar i dag är samlade av Karl Müller i Fragmenta historicorum græcorum, I (1841).